# Fiona May
Fiona Marcia May Iapichino, angleško-italijanska atletinja, * 21. julij 1976, Slough, Berkshire, Anglija, Združeno kraljestvo.
Od leta 1994 je tekmovala za Italijo. Nastopila je na poletnih olimpijskih igrah v letih 1988, 1992, 1996, 2000 in 2004, v letih 1996 in 2000 je osvojila srebrni medalji v skoku v daljino. Na svetovnih prvenstvih je osvojila dve zlati ter srebrno in bronasto medaljo, na svetovnih dvoranskih prvenstvih naslov prvakinje leta 1997, na evropskih prvenstvih srebrno in bronasto medaljo, na evropskih dvoranskih prvenstvih pa naslov prvakinje leta 1998.